# Grainville
Pour les articles homonymes, voir Grainville (homonymie).
Grainville est une ancienne commune française située dans le département de l'Eure, en région Normandie.

## Toponymie
Le nom de la localité est attesté sous les formes Grinvilla vers 1024, Garinvilla au XIIIe siècle et vers 1070 (cartulaire de Saint-Ouen), Grainvilla au XIIe siècle (charte de Florent de Grainville), Greinvilla en 1226 (L. P.), Greinvilla super Floriacum en 1296 (L. P.), Grainville sur Fleury en 1454 (archives nationales, aveux de la châtellerie de Gisors), Grainville-sur-Andelle en 1828 (Louis Du Bois).
Il s'agit du type toponymique normand Grainville, propre à l'ancien duché de Normandie.
La forme tardive prise en compte par Ernest Nègre pour expliquer l'élément Grain- par Gairinus, anthroponyme germanique fréquent, à l'origine des patronymes Guérin est isolée. Les formes anciennes sont aussi Grinville, Greinville et Grainville antérieures et plus régulières, comme celles de tous les Grainville de Normandie (si l'on met à part le cas spécifique de Grainville-l'Alouette), sauf Grainville-la-Campagne (Calvados, Garenvilla, Guarinvilla 1196). 
On note aussi que le type toponymique la Guérinière, formation plus tardive en -ière à partir du nom de famille Guérin n'est pas spécifiquement normand et n'est répandu en Normandie que dans le département du Calvados. Le patronyme Guérin est surtout concentré historiquement dans le département de la Loire-Atlantique et les départements contigus. Enfin, Grainville est un type toponymique spécifiquement régional et fréquent, dont l'aire de répartition correspond à celle des toponymes nordiques. C'est pourquoi François de Beaurepaire préfère proposer l'anthroponyme scandinave Grimr que l'on rencontre probablement aussi dans Grimbosq (Calvados, Grimbost 1356, Grienbosc 1371, Grymbosc 1417) et Grainval (Seine-Maritime, pays de Caux, Fécamp, Grinval vers 1040, Grinval régulièrement).

## Histoire
La commune nouvelle de Val d'Orger regroupe les communes de Gaillardbois-Cressenville et de Grainville, qui deviennent des communes déléguées, le 1er janvier 2017. Son chef-lieu se situe à Grainville.

## Politique et administration
| Période                                  | Période    | Identité         | Étiquette | Qualité    |
| ---------------------------------------- | ---------- | ---------------- | --------- | ---------- |
| avant 1995                               | ?          | Patrick Delattre |           |            |
| mars 2001                                | 31/12/2016 | Daniel Blavette  | DVG       | Professeur |
| Les données manquantes sont à compléter. |            |                  |           |            |

## Démographie
L'évolution du nombre d'habitants est connue à travers les recensements de la population effectués dans la commune depuis 1793. À partir du 1er janvier 2009, les populations légales des communes sont publiées annuellement dans le cadre d'un recensement qui repose désormais sur une collecte d'information annuelle, concernant successivement tous les territoires communaux au cours d'une période de cinq ans. 
Pour les communes de moins de 10 000 habitants, une enquête de recensement portant sur toute la population est réalisée tous les cinq ans, les populations légales des années intermédiaires étant quant à elles estimées par interpolation ou extrapolation. Pour la commune, le premier recensement exhaustif entrant dans le cadre du nouveau dispositif a été réalisé en 2005,.
En 2014, la commune comptait 578 habitants, en évolution de +5,67 % par rapport à 2009 (Eure : +2,66 %, France hors Mayotte : +2,49 %).
| 1793 | 1800 | 1806 | 1821 | 1831 | 1836 | 1841 | 1846 | 1851 |
| ---- | ---- | ---- | ---- | ---- | ---- | ---- | ---- | ---- |
| 191  | 373  | 357  | 356  | 409  | 444  | 457  | 495  | 504  |

| 1856 | 1861 | 1866 | 1872 | 1876 | 1881 | 1886 | 1891 | 1896 |
| ---- | ---- | ---- | ---- | ---- | ---- | ---- | ---- | ---- |
| 502  | 492  | 490  | 469  | 475  | 421  | 433  | 444  | 438  |

| 1901 | 1906 | 1911 | 1921 | 1926 | 1931 | 1936 | 1946 | 1954 |
| ---- | ---- | ---- | ---- | ---- | ---- | ---- | ---- | ---- |
| 466  | 484  | 397  | 398  | 388  | 371  | 375  | 401  | 448  |

| 1962 | 1968 | 1975 | 1982 | 1990 | 1999 | 2005 | 2010 | 2014 |
| ---- | ---- | ---- | ---- | ---- | ---- | ---- | ---- | ---- |
| 386  | 386  | 407  | 419  | 453  | 472  | 518  | 556  | 578  |

## Lieux et monuments
- Église Saint-Martin, XIIe siècle, XIXe siècle.
- Château de Grainville, édifié début XVIIe siècle par la famille de Gonnelieu sur une terre venue par alliance des Bourbon-Rubempré. Il est vendu en 1940 à la sucrerie d'Etrépagny qui aliène son grand domaine agricole ainsi que le corps de ferme.
- Château des Muttes, du XVIIe siècle.
- « La Prévôté ». De 1800 à 1824, la construction a abrité la justice de paix, à une époque où Grainville était chef-lieu de canton.